# Seillans
Ne doit pas être confondu avec Seillons-Source-d'Argens.
Seillans [sɛjɑ̃] est une commune française située dans le département du Var, en région Provence-Alpes-Côte d'Azur. Elle fait partie du canton de Roquebrune-sur-Argens.
La commune de Seillans est la plus grande commune de son canton, avec plus de 88,66 km2. Cependant, il y a un caractère tronqué sur la superficie de la commune étant donné que le camp militaire de Canjuers occupe la moitié de la commune. L’accès en est réglementé et interdit au public.

## Géographie

### Localisation
La commune est partiellement couverte par le camp militaire de Canjuers.
La ville la plus proche est Draguignan à 28 km et Fréjus à 39,4 km.

### Voies de communications et transports

#### Voies routières
On accède principalement à Seillans par la route de Grasse à Draguignan, la D 562 et par l'est et l'ouest par la D 19 qui va de Fayence à Bargemon.
On accède aussi par le nord par la D 53, par la route de Mons.

#### Transports en commun
- Transport en Provence-Alpes-Côte d'Azur

La commune est desservie par le réseau Varlib,.

#### Lignes SNCF
- Gare de Fréjus,
- Gare des Arcs - Draguignan.

#### Transports aériens
Les aéroports les plus proches sont :
- Aéroport de Toulon-Hyères
- Aéroport de Nice-Côte d'Azur

#### Ports
- Rade de Toulon,
- Port Lympia (port de Nice),
- Port de Marseille,
- Port Hercule (Port de Monaco).

### Géologie et relief

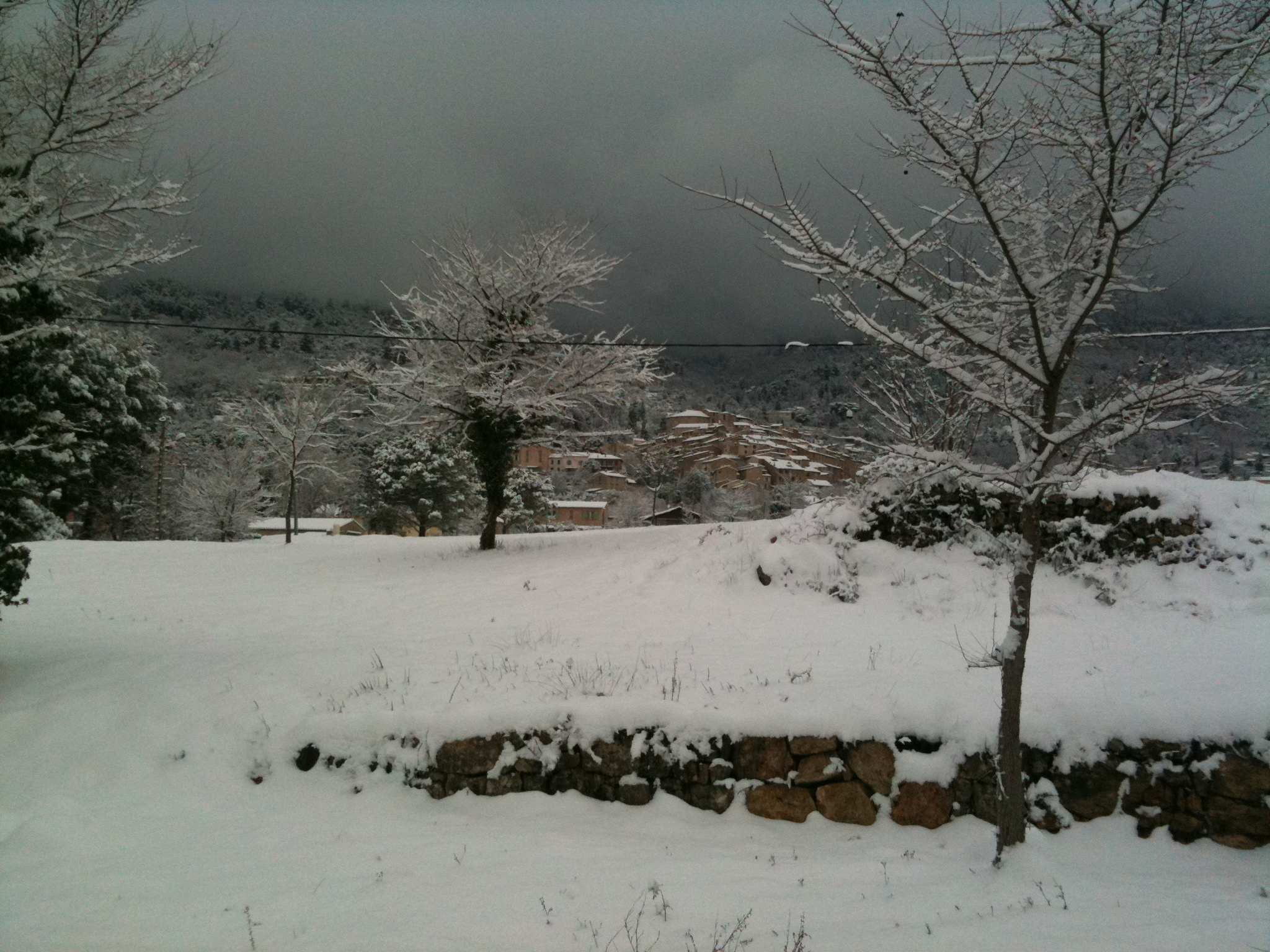
Village de Seillans vue du champ Chaix l'hiver.
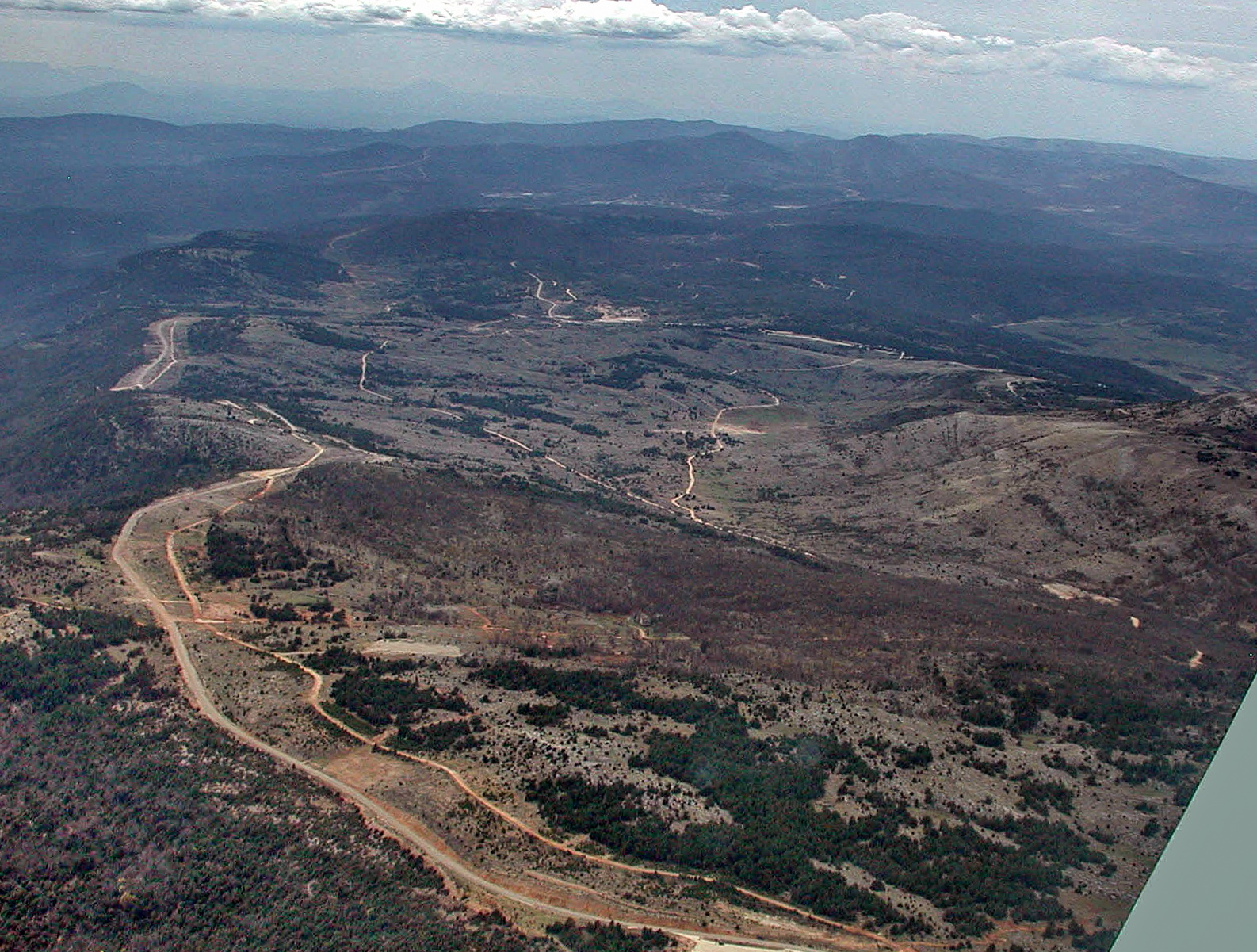
Canjuers Clos Magnan.
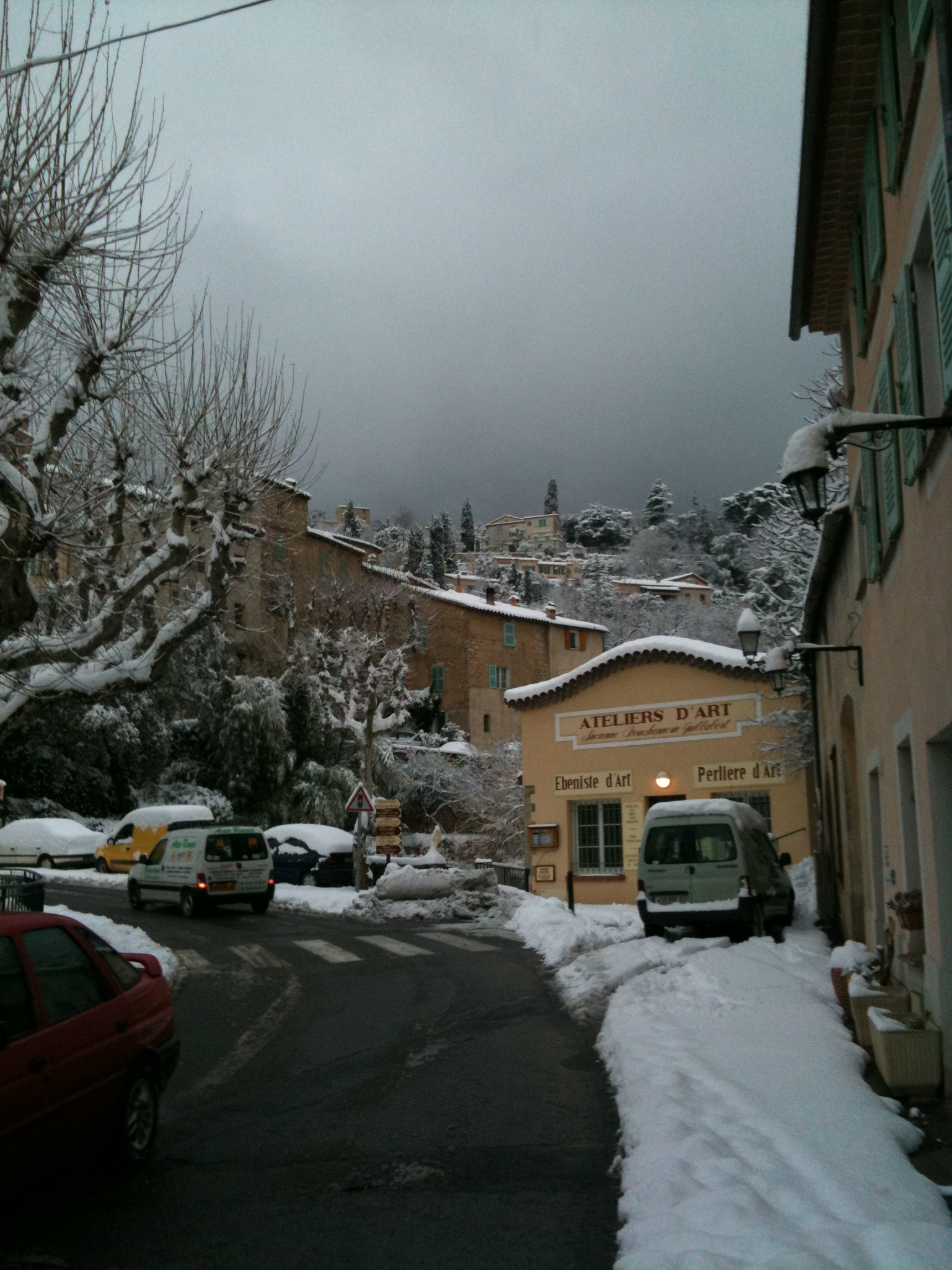
Entrée du village.
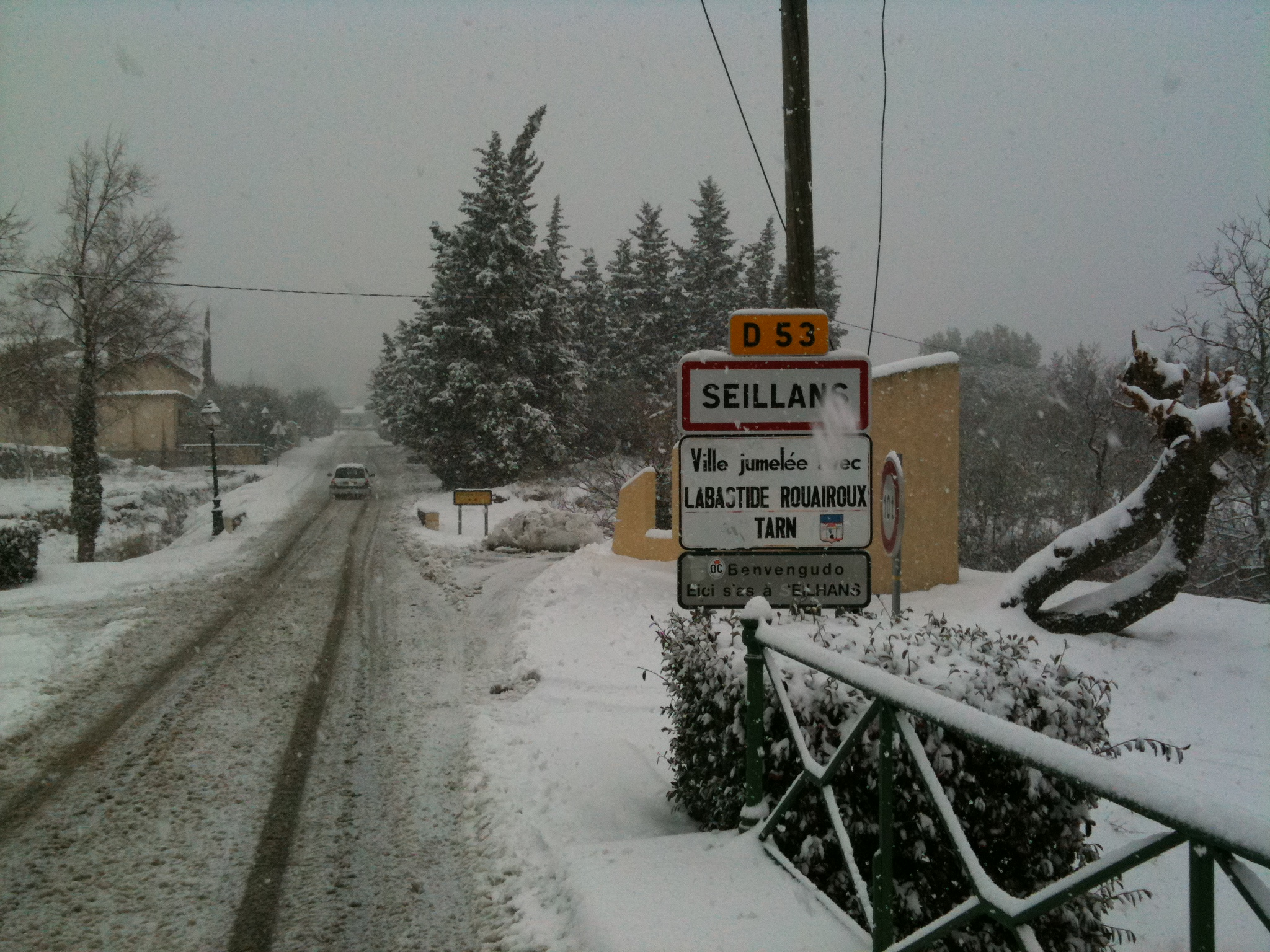
Seillans champs Chaix.
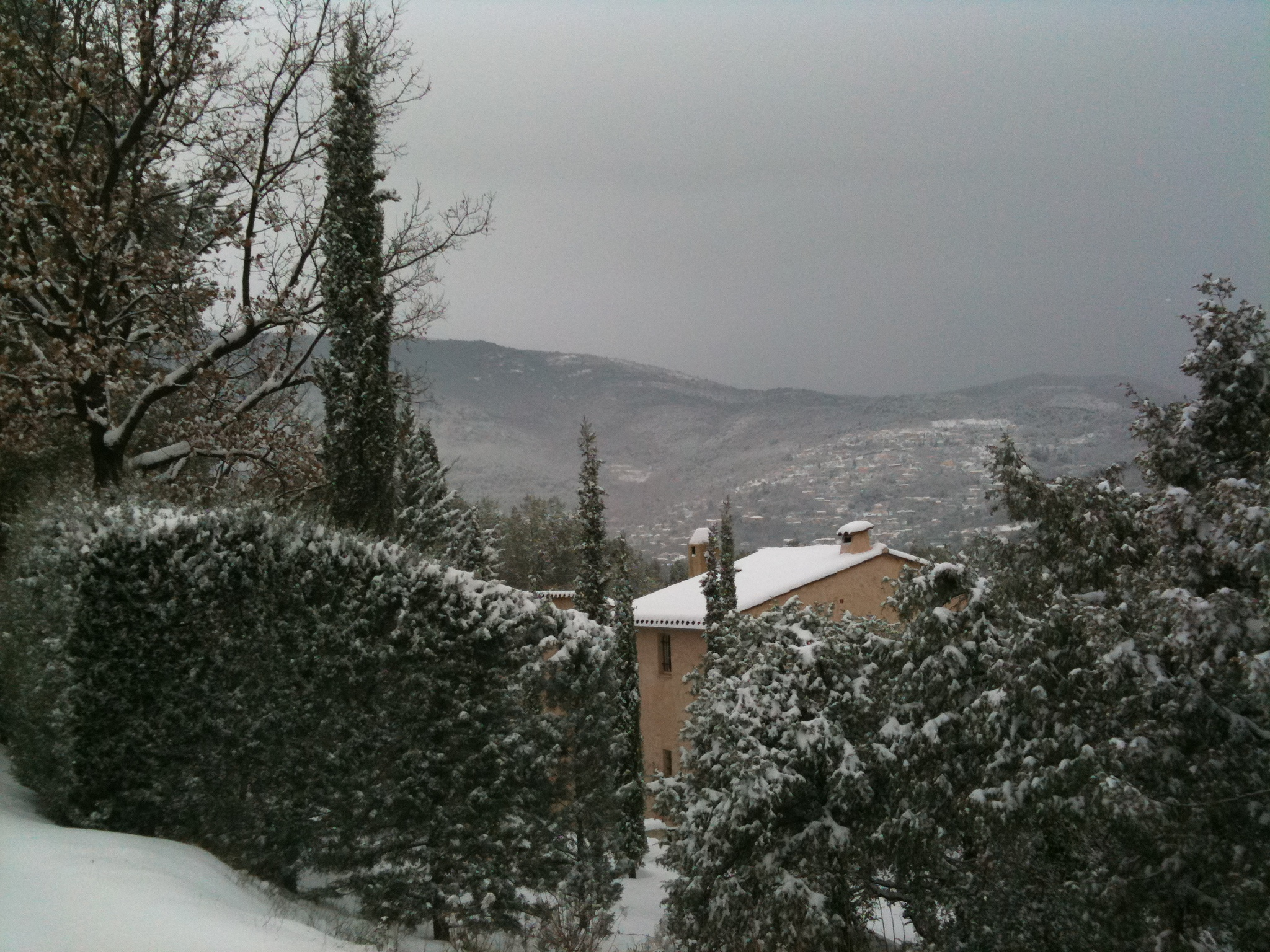
Seillans vue sur la montagne de l'Aïsse.
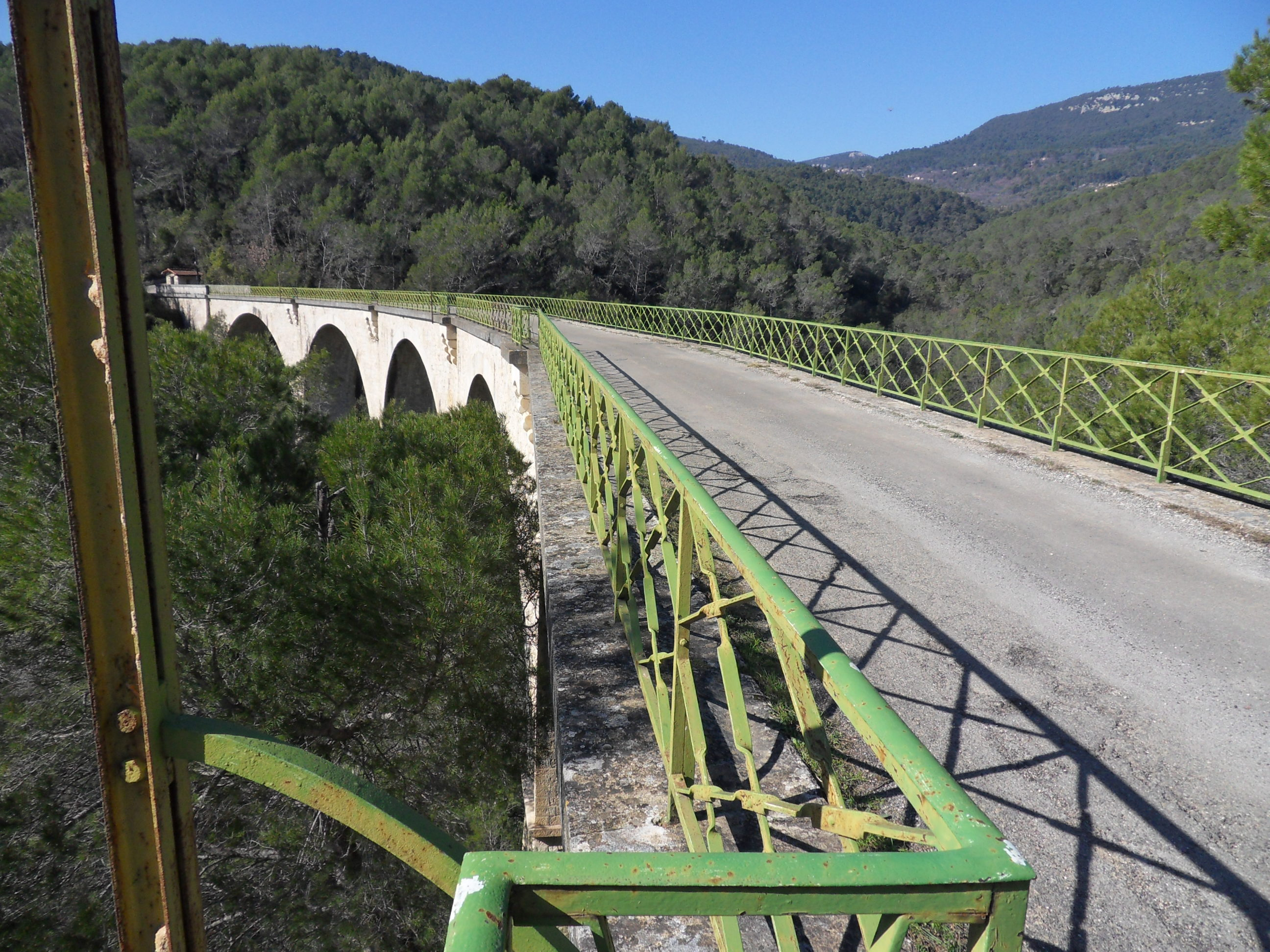
Viaduc du Rayol.

Seillans est une commune de montagne, malgré le fait que son altitude minimum soit de 137 m mais atteignant plus de 1 303 m d'altitude sur l’extrême nord de la commune.
Le point culminant étant le flanc ouest de  la montagne du Malay, en limite avec la commune de Mons.
L'altitude moyenne est de 700 m mais il n'y a pratiquement plus d'habitation au-dessus des Combes longues et du col de Saint-Arnoux qui se trouve à 650 m d'altitude environ.
D'autres montagnes sur la commune de Seillans dépassent l'altitude de 1 000 m,
Avec au nord-est :
- La montagne de L'Aïsse à 996 m sur les hauteurs du Cunier.
- La montagne de Gourdon à 1 123 m.

Au  nord-ouest :
- La montagne du Baou Roux à 1 028 m qui se trouve en dessous du col du Bas Aille à proximité du col de Saint-Arnoux.
- Le plateau de Canjuers, du Clos Magnan se trouvant à une altitude moyenne de 950 m.

Le village de Seillans quant à lui se trouve à environ 400 m d'altitude.
Une "Description minéralogique et géologique du Var et des autres parties de la Provence avec application de la géologie à l’agriculture au gisement des sources et des cours d’eau" a été réalisée par le comte H. de Villeneuve-Flavosc, ingénieur en chef des mines. Paris, Victor Dalmont, 1856. 532 p., et citant notamment la commune de Seillans.

### Communes limitrophes
| Bargemon | La Roque-Esclapon | Mons                |
| Claviers | Seillans          | Fayence             |
| Callas   | Callas            | Saint-Paul-en-Forêt |

### Géologie
Seillans est une originalité géologique de par sa diversité.
Elle se trouve dans le clivage de ce qu'on peut appeler la Provence calcaire au nord ; la zone argilo-calcaire en plaine qui dévie au sud par une zone rhyolitique de type volcanique, typique du massif de l'Esterel.
Nous avons donc une zone au nord caractérisée par un sol gyspifère très calcaire aride, zone typique des hauteurs de Seillans. Le plan de Canjuers et le plan de Comps en font partie, avec des zones de roche karstique avec une tendance à molasse sur le plateau.
C'est en cela que le plateau de Canjuers représente un réservoir naturel d'eau potable pour l'ensemble de la région.
Le sol devient argilo-calcaire quand on descend plus bas en plaine. C'est en cela que l'on peut affirmer que Seillans appartient aux Préalpes de Castellane.
Au sud, la roche est d'origine volcanique typique du massif de l'Esterel. Le sol change avec un conglomérat à galets de socle, de rhyolite et de roches sédimentaires. Ce type de roche mère correspond à la terre rougeâtre typique que nous pouvons observer dans le massif de l'Esterel, vers le Muy, les gorges de Pennafort et la vallée de l'Argens. Sol à origine volcanique, les couches de substrat se définissent par un sol sablonneux avec une roche mère de surface due à l'érosion et au ravinement.
On peut aussi noter quelques exceptions basaltiques et schisteuses au sud-ouest de la commune limitrophe de Saint-Paul-en-Forêt. La présence de granite est également possible.

### Climat
Pour des articles plus généraux, voir Climat de Provence-Alpes-Côte d'Azur et Climat du Var.
En 2010, le climat de la commune est de type climat méditerranéen franc, selon une étude du Centre national de la recherche scientifique s'appuyant sur une série de données couvrant la période 1971-2000. En 2020, Météo-France publie une typologie des climats de la France métropolitaine dans laquelle la commune est exposée à un climat méditerranéen et est dans la région climatique Var, Alpes-Maritimes, caractérisée par une pluviométrie abondante en automne et en hiver (250 à 300 mm en automne), un très bon ensoleillement en été (fraction d’insolation > 75 %), un hiver doux (8 °C) et peu de brouillards.
Pour la période 1971-2000, la température annuelle moyenne est de 13,6 °C, avec une amplitude thermique annuelle de 16,6 °C. Le cumul annuel moyen de précipitations est de 1 029 mm, avec 6,3 jours de précipitations en janvier et 3,1 jours en juillet. Pour la période 1991-2020, la température moyenne annuelle observée sur la station météorologique installée sur la commune est de 14,8 °C et le cumul annuel moyen de précipitations est de 914,4 mm. 
La température maximale relevée sur cette station est de 39,5 °C, atteinte le 7 août 2003 ; la température minimale est de −8,6 °C, atteinte le 20 décembre 2009,,.
| Mois                                  | jan.          | fév.          | mars          | avril         | mai           | juin          | jui.          | août          | sep.          | oct.            | nov.        | déc.          | année     |
| ------------------------------------- | ------------- | ------------- | ------------- | ------------- | ------------- | ------------- | ------------- | ------------- | ------------- | --------------- | ----------- | ------------- | --------- |
| Température minimale moyenne (°C)     | 1,9           | 1,8           | 4,2           | 7             | 10,4          | 14,1          | 16,1          | 16,3          | 13,1          | 10,1            | 5,8         | 2,7           | 8,6       |
| Température moyenne (°C)              | 7             | 7,5           | 10,3          | 13,1          | 16,9          | 21,1          | 23,7          | 23,8          | 19,8          | 15,7            | 10,8        | 7,7           | 14,8      |
| Température maximale moyenne (°C)     | 12,2          | 13,3          | 16,3          | 19,3          | 23,4          | 28,2          | 31,2          | 31,3          | 26,6          | 21,3            | 15,7        | 12,6          | 21        |
| Record de froid (°C) date du record   | −7,5 26.01.05 | −8,4 07.02.12 | −6,3 02.03.05 | −2,4 08.04.21 | 2,6 07.05.10  | 5 03.06.06    | 7,4 13.07.00  | 9,2 12.08.17  | 3,7 27.09.20  | −2,6 30.10.1997 | −5 27.11.10 | −8,6 20.12.09 | −8,6 2009 |
| Record de chaleur (°C) date du record | 23,6 10.01.15 | 27 03.02.20   | 26 22.03.02   | 29,2 07.04.11 | 34,4 27.05.22 | 38,9 28.06.19 | 38,4 19.07.23 | 39,5 07.08.03 | 33,8 05.09.16 | 32 08.10.23     | 26 14.11.23 | 22,4 23.12.23 | 39,5 2003 |
| Précipitations (mm)                   | 69,2          | 57,1          | 62,6          | 82,8          | 73,3          | 54,6          | 17,6          | 33            | 70            | 126,8           | 165,4       | 102           | 914,4     |

| Diagramme climatique                                  |             |             |           |              |              |              |            |            |               |              |            |
| J                                                     | F           | M           | A         | M            | J            | J            | A          | S          | O             | N            | D          |
| 12,21,969,2                                           | 13,31,857,1 | 16,34,262,6 | 19,3782,8 | 23,410,473,3 | 28,214,154,6 | 31,216,117,6 | 31,316,333 | 26,613,170 | 21,310,1126,8 | 15,75,8165,4 | 12,62,7102 |
| Moyennes : • Temp. maxi et mini °C • Précipitation mm |             |             |           |              |              |              |            |            |               |              |            |

Les paramètres climatiques de la commune ont été estimés pour le milieu du siècle (2041-2070) selon différents scénarios d'émission de gaz à effet de serre à partir des nouvelles projections climatiques de référence DRIAS-2020. Ils sont consultables sur un site dédié publié par Météo-France en novembre 2022.

### Hydrographie et les eaux souterraines
Il y a cinq cours d'eau principaux sur la commune de Seillans :

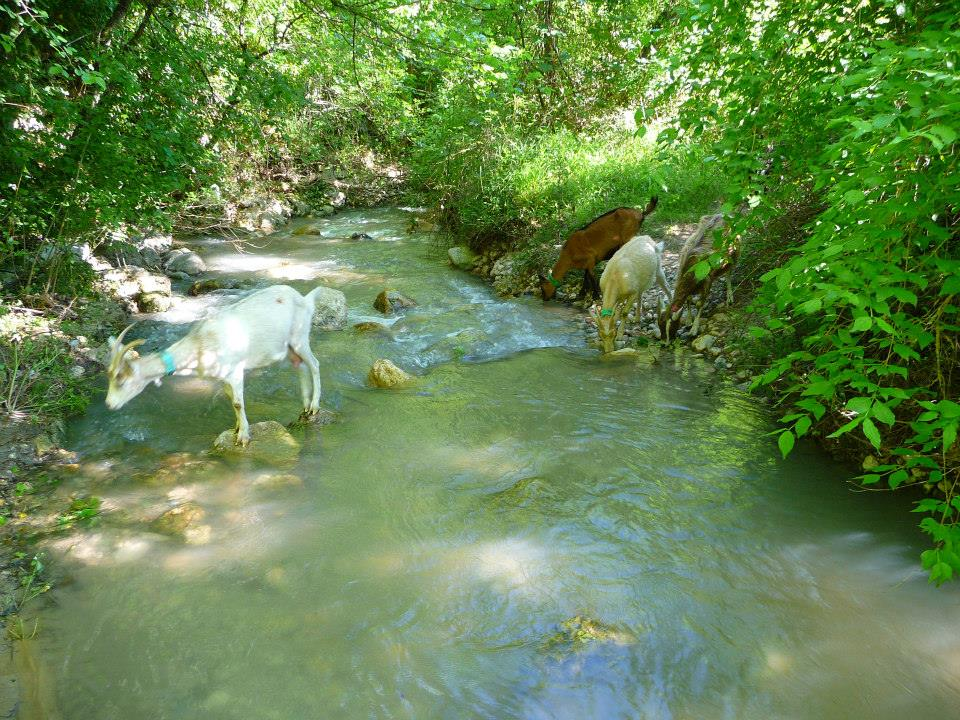
La rivière du Gabre , au sud-est des Selves des Boucs.
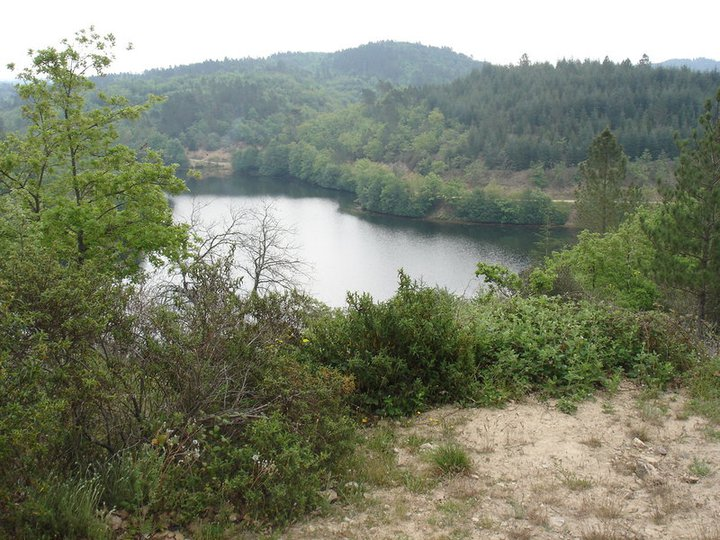
Lac de Méaux.
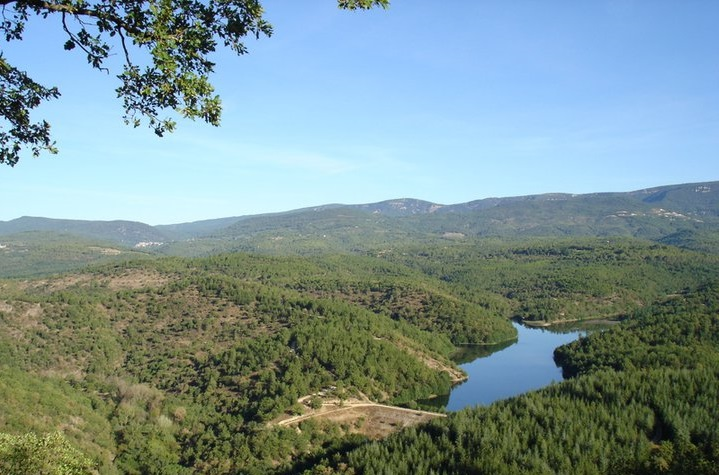
Lac de Méaux, vue sud.
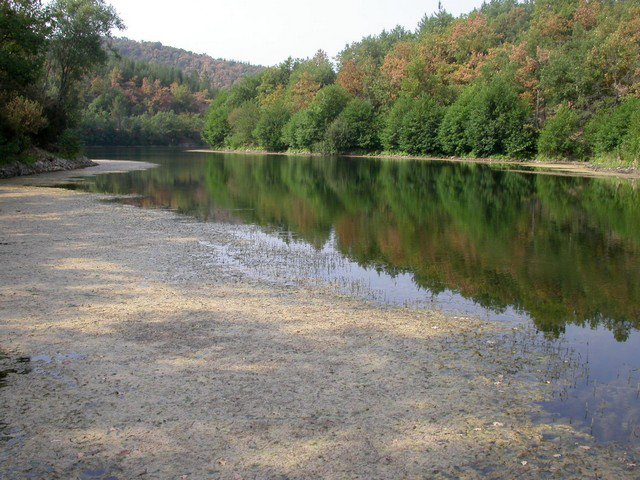
Lac de Méaux, bras Nord.
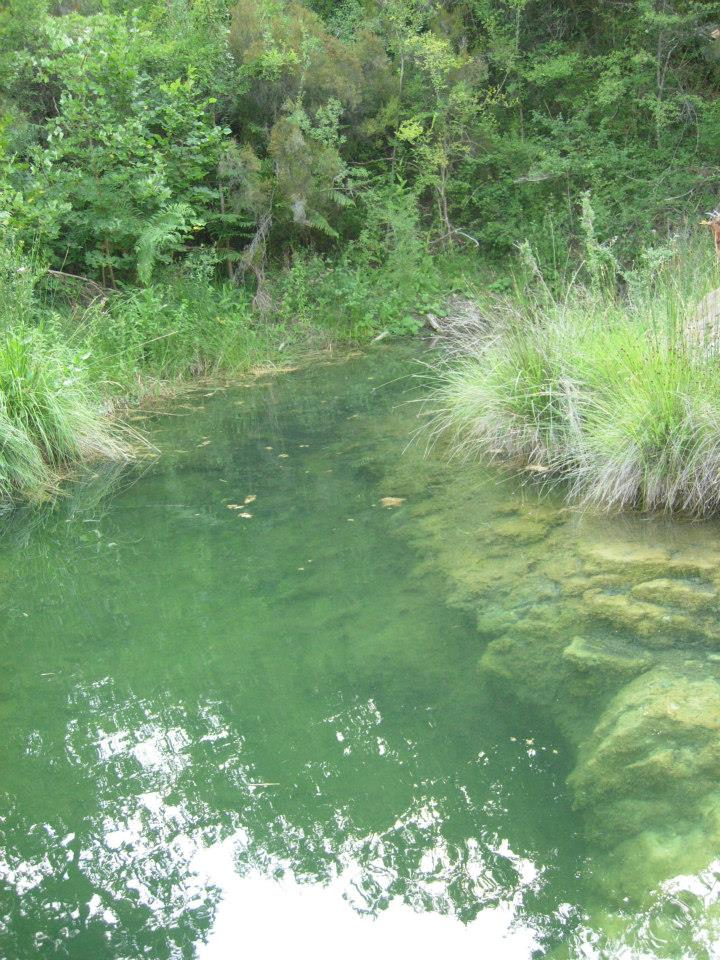
La rivière de Meaulx en juin.
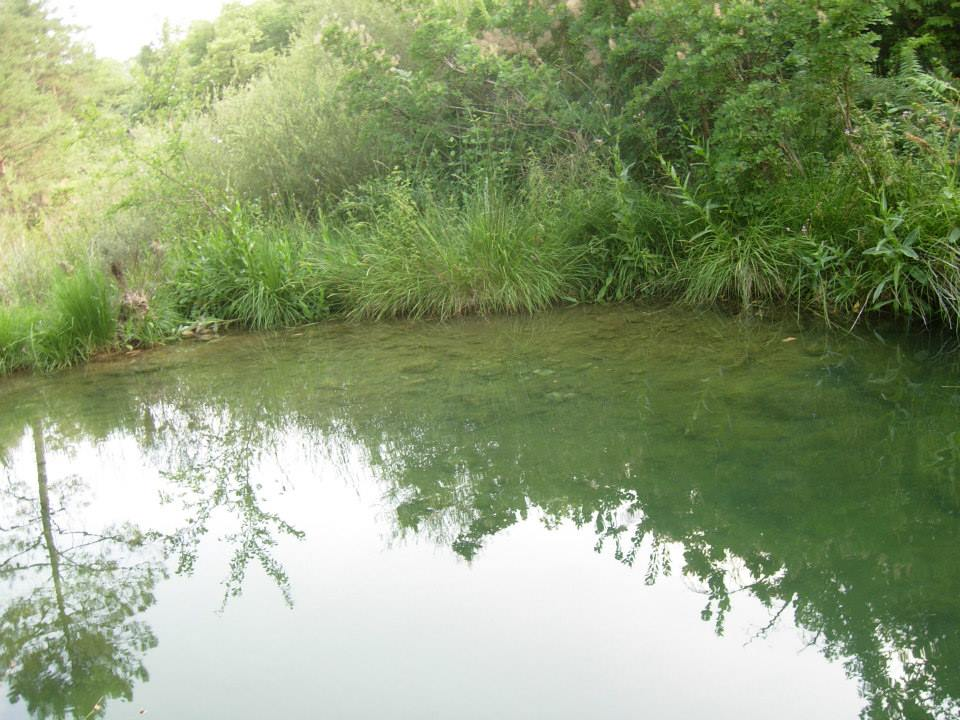
La rivière de Meaulx.
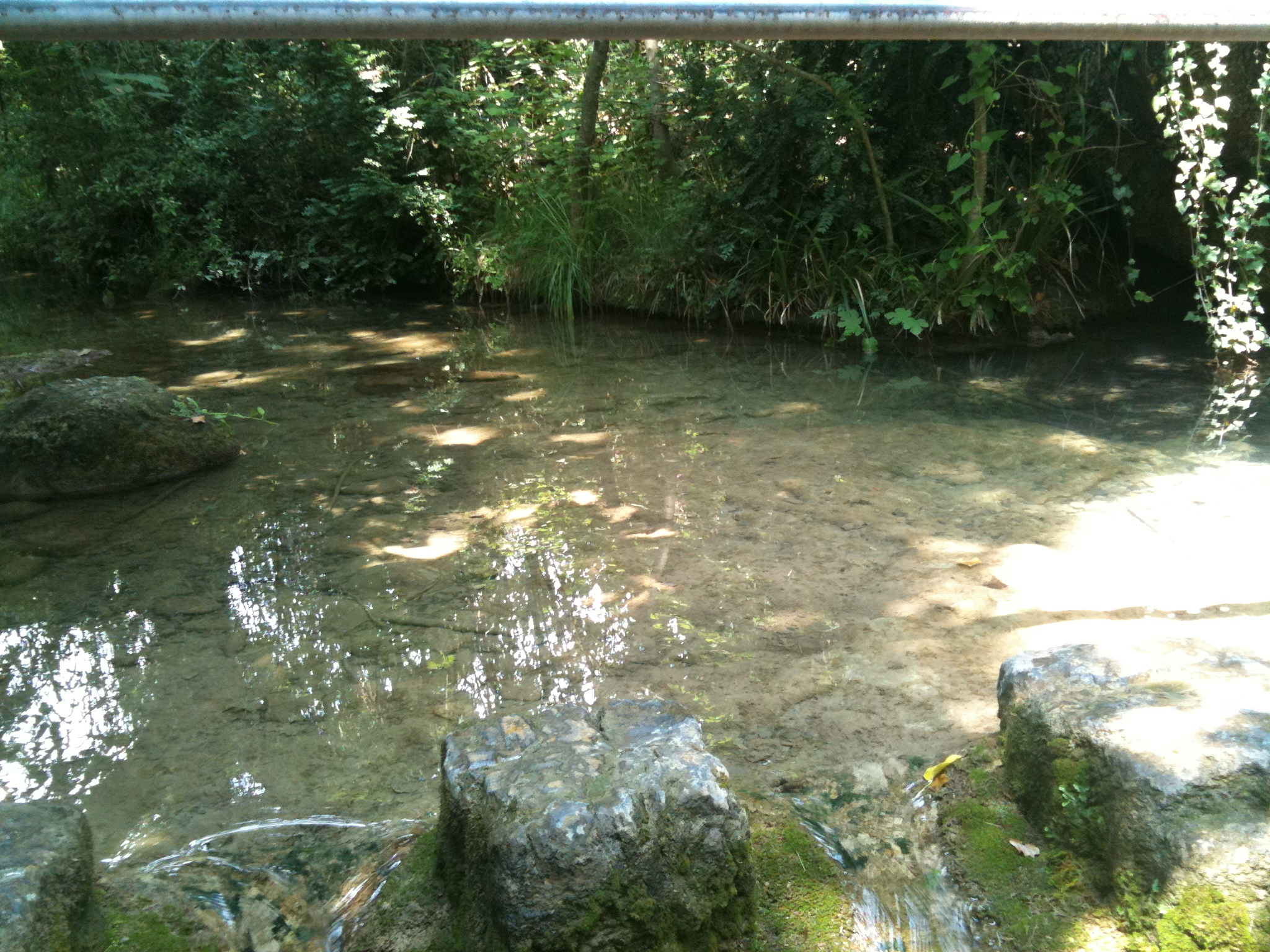
Meaulx à la Source.

Le Riou Blanc est un ruisseau qui coule pratiquement toute l'année mais qui s'assèche en fin juillet. Il traverse le village et se jette dans le Gabre. Il prend sa source sur les hauteurs de Combes Longues dans une géologie extrêmement calcaire.
Le Gabre prend sa source sur les hauteurs du Cuinier à la frontière de Mons. Il reçoit le Riou Blanc à la hauteur du quartier de la Rouvière et de la chapelle de l'Ormeau. Il s'assèche à partir de fin août à septembre pour revenir en eau dès les premières grosses pluies de novembre. Particulièrement chargé en calcaire, il donne une eau blanchâtre qui reste cependant de très bonne qualité. Le Gabre se jette dans la Camandre sur la commune de Fayence.
Le Rayol est une petite rivière qui prend ses sources sur les hauteurs des Vennes et de Saint-Arnoux. Elle coule à l'année, ce qui est très rare pour la région. Cependant elle disparaît dans son lit pour réapparaître en résurgence tout au long de son parcours, mais devient importante lorsqu'elle rejoint Méaulx au sud de Seillans.
Les gorges du Rayol restent très difficiles d'accès, ce qui rend le lieu particulièrement préservé avec des eaux d'une qualité exceptionnelle. La biodiversité étant intacte, il n'est pas rare de voir des salamandres et autres batraciens en profusion.
L'accès est limité par la végétation et, les gorges étant très étroites, un bel orage d'été peut les rendre dangereuses en raison de crue soudaine.
Dans le Rayol, à 2 km de marche du pont du Rayol, au nord-est, vous pouvez aller vous baigner dans les trois bassins du Rayol, sorte de bassin en cascade qui forme des petites chutes d'eau en forme de toboggan.

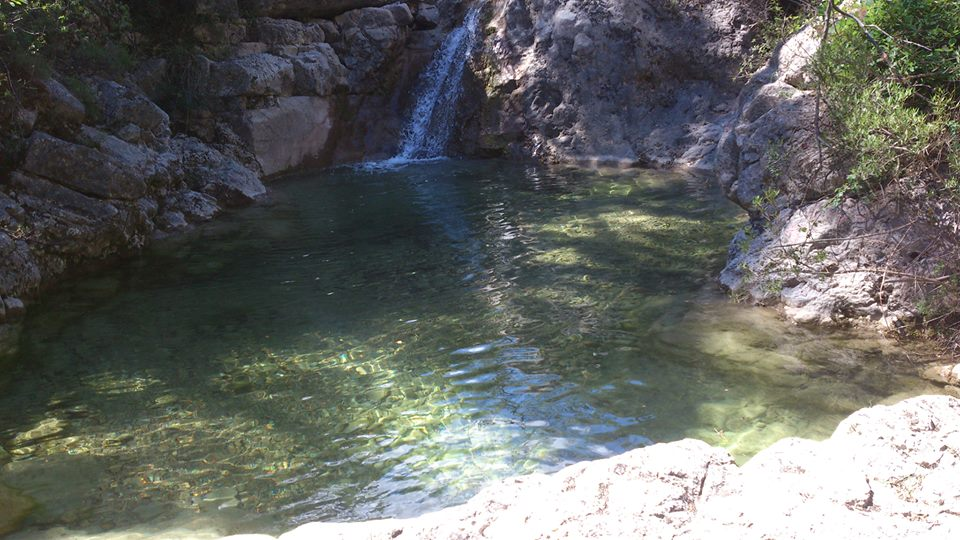
Les trois bassins du Rayol.
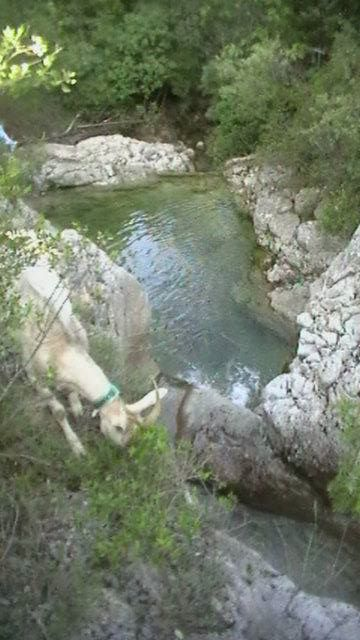
Les gorges du Rayol.
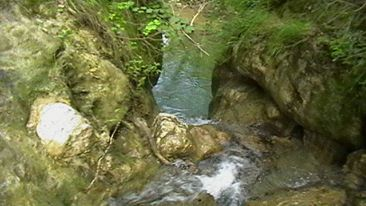
Les 1001 sources du Rayol.
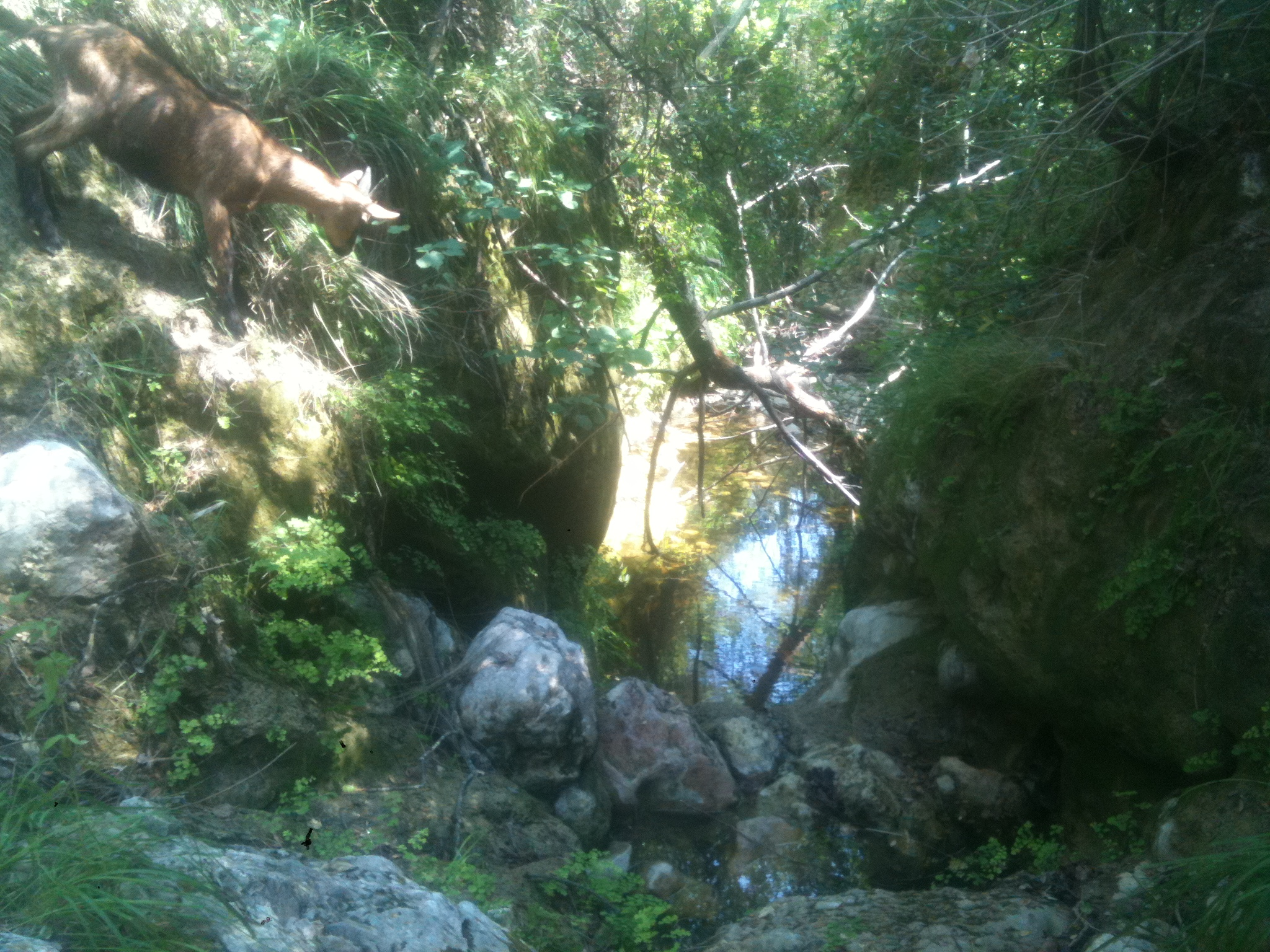
Le Rayol.

La rivière de Meaulx prend sa source sur les Adrets de Meaux, et les Adrets de la Pigne. C'est une rivière qui naît dans une zone géologique très calcaire pour se jeter dans le lac de Méaux qui est actuellement vidé pour un problème de sécurité au niveau du barrage. Ces travaux devaient finir pour la fin de l'année 2016,.
Le riou dèi Meaulx, en provençal, signifie en français : la rivière du miel. La rivière n'a pas un débit important mais il reste continu tout au long de l'année.
Le lac de Meaux est aussi appelé lac des 3-Communes, puisqu'il se situe sur les communes de Seillans, Saint-Paul-en-Forêt et Fayence. Il se trouve dans une zone de sol acide avec une roche de type schiste au nord, granitique rosé à l'ouest et au sud dans un sol volcanique composé de rhyolite.
L'Endre est la rivière qui reçoit les eaux du lac  de Meaux et va se jeter dans le fleuve de l'Argens au niveau du Muy.
La Bruyère est une rivière, affluent de l'Artuby.
Les Vallons de léruy, de merderic, du rayol, de la gourre, de misère, de gaudissart, de peyneblier, de duech, de cambasson, de roudier, des vennes, du niesson, de beluègne, des combes longues.
Les Ravins des Mauresques, de pastourel, du Pra de l'oustaou, des marirègues, de la vieille scierie.
Le Ruisseau de Brame-Pan.

## Toponymie
Du Xe au VIIe siècle av. J.-C., la région est habitée par les Ligures. On a trouvé des 'oppida' (genre de camp), autour de Seillans à la Pigne, aux Veynes, et vers la source du Neisson. Au IVe siècle, commence à arriver un peuple de terriens, les Celtes, qui ne tardent pas à se mêler aux Ligures et formeront une population celto-ligure.
En 125, les Romains arrivent en force. Ils bâtissent Fréjus, captent les sources du Baou-Rous et du Neisson, amenant l'eau vers Saint-Arnoux et la partie haute de l'oppidum de Seillans et commencent les travaux de l'aqueduc de Mons à Fréjus. Dans les vestiges d'une villa romaine on a retrouvé un cippe, monument funéraire pour Caius Coelius. C'est de la "gens Coelia" que dériverait le nom de Cellianum, devenu Cilianum, puis Silianum et finalement, en français, Celans, Seillen, Seilhans et Seillans. Telle pourrait être l'origine du nom de cette cité.

## Histoire

### Brovès et le camp militaire de Canjuers
- Bourg castral de Brovès, Lieu-dit Saint-Pierre, Seillans.

## Politique et administration

### Liste des maires
| Période                                  | Période                     | Identité             | Étiquette              | Qualité                                                                    |
| ---------------------------------------- | --------------------------- | -------------------- | ---------------------- | -------------------------------------------------------------------------- |
| 1892                                     | 1919                        | André Perrimond      |                        | Négociant                                                                  |
| 1919                                     | 1928                        | Ferdinand Guillabert |                        |                                                                            |
| 1928                                     | 1935                        | Louis Raffalli       |                        | Docteur                                                                    |
| Les données manquantes sont à compléter. |                             |                      |                        |                                                                            |
| 1944                                     | 1947                        | François Rebuffel    | Soc.ind.               | Maréchal-ferrant, désigné par le Comité local de libération                |
| 1947                                     | 1959                        | Gustave Guillabert   |                        |                                                                            |
| 1959                                     | 1960                        | Georges Gratigny     |                        |                                                                            |
| 1960                                     | 1971                        | Charles Philip       |                        |                                                                            |
| 1971                                     | 1976                        | Marius Laugier       |                        |                                                                            |
| 1976                                     | 1981                        | Abel Collet          |                        |                                                                            |
| 1981                                     | 1989                        | Denise Roustan       |                        | Institutrice honoraire                                                     |
| 1989                                     | ?                           | René Olivier         |                        |                                                                            |
| mars 2001                                | En cours (au 30 avril 2014) | René Ugo             | DVD puis UDI puis LREM | Cadre territorial retraité Président de la CC du Pays de Fayence (2014 → ) |

### Budget et fiscalité 2020
En 2020, le budget de la commune était constitué ainsi :
- total des produits de fonctionnement : 3 347 000 €, soit 1 240 € par habitant ;
- total des charges de fonctionnement : 3 356 000 €, soit 1 243 € par habitant ;
- total des ressources d’investissement : 2 338 000 €, soit 866 € par habitant ;
- total des emplois d’investissement : 2 916 000 €, soit 1 080 € par habitant.
- endettement : 2 827 000 €, soit 1 047 € par habitant.

Avec les taux de fiscalité suivants :
- taxe d’habitation : 17,17 % ;
- taxe foncière sur les propriétés bâties : 15,48 % ;
- taxe foncière sur les propriétés non bâties : 95,37 % ;
- taxe additionnelle à la taxe foncière sur les propriétés non bâties : 0,00 % ;
- cotisation foncière des entreprises : 0,00 %.

Chiffres clés Revenus et pauvreté des ménages en 2018 : Médiane en 2018 du revenu disponible, par unité de consommation : 20 180 €.

### Intercommunalité
Commune membre de la communauté de communes du Pays de Fayence

## Urbanisme

### Typologie
Au 1er janvier 2024, Seillans est catégorisée commune rurale à habitat dispersé, selon la nouvelle grille communale de densité à sept niveaux définie par l'Insee en 2022.
Elle appartient à l'unité urbaine de Fayence, une agglomération intra-départementale regroupant trois  communes, dont elle est une commune de la banlieue,,. La commune est en outre hors attraction des villes,.

### Occupation des sols
L'occupation des sols de la commune, telle qu'elle ressort de la base de données européenne d’occupation biophysique des sols Corine Land Cover (CLC), est marquée par l'importance des forêts et milieux semi-naturels (85 % en 2018), en diminution par rapport à 1990 (86,2 %). La répartition détaillée en 2018 est la suivante : 
forêts (47 %), milieux à végétation arbustive et/ou herbacée (36,5 %), zones agricoles hétérogènes (5,1 %), prairies (4,8 %), cultures permanentes (3,4 %), zones urbanisées (1,6 %), espaces ouverts, sans ou avec peu de végétation (1,5 %). L'évolution de l’occupation des sols de la commune et de ses infrastructures peut être observée sur les différentes représentations cartographiques du territoire : la carte de Cassini (XVIIIe siècle), la carte d'état-major (1820-1866) et les cartes ou photos aériennes de l'IGN pour la période actuelle (1950 à aujourd'hui).

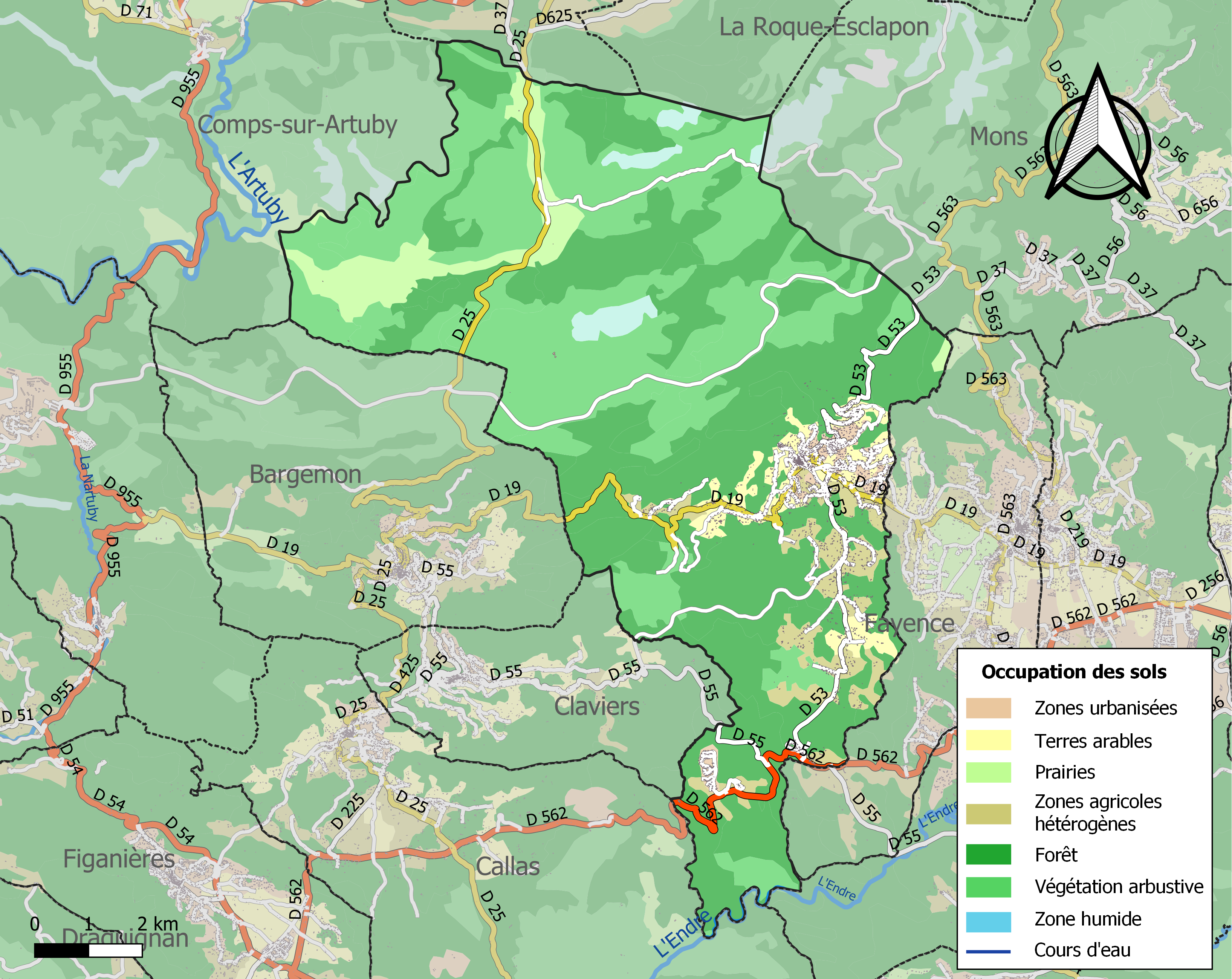
Carte des infrastructures et de l'occupation des sols de la commune en 2018 (CLC).

## Population et société
L'évolution du nombre d'habitants est connue à travers les recensements de la population effectués dans la commune depuis 1765. Pour les communes de moins de 10 000 habitants, une enquête de recensement portant sur toute la population est réalisée tous les cinq ans, les populations de référence des années intermédiaires étant quant à elles estimées par interpolation ou extrapolation. Pour la commune, le premier recensement exhaustif entrant dans le cadre du nouveau dispositif a été réalisé en 2007.

En 2022, la commune comptait 2 852 habitants, en évolution de +8,61 % par rapport à 2016 (Var : +4,98 %, France hors Mayotte : +2,11 %).
| 1765  | 1793  | 1800  | 1806  | 1821  | 1831  | 1836  | 1841  | 1846  |
| ----- | ----- | ----- | ----- | ----- | ----- | ----- | ----- | ----- |
| 2 244 | 2 513 | 2 193 | 2 219 | 2 110 | 2 163 | 2 398 | 2 081 | 2 070 |

| 1851  | 1856  | 1861  | 1866  | 1872  | 1876  | 1881  | 1886  | 1891  |
| ----- | ----- | ----- | ----- | ----- | ----- | ----- | ----- | ----- |
| 2 027 | 1 925 | 1 941 | 1 901 | 1 720 | 1 720 | 1 673 | 1 713 | 1 621 |

| 1896  | 1901  | 1906  | 1911  | 1921  | 1926  | 1931 | 1936 | 1946 |
| ----- | ----- | ----- | ----- | ----- | ----- | ---- | ---- | ---- |
| 1 539 | 1 393 | 1 351 | 1 269 | 1 081 | 1 026 | 956  | 870  | 891  |

| 1954 | 1962 | 1968  | 1975  | 1982  | 1990  | 1999  | 2006  | 2007  |
| ---- | ---- | ----- | ----- | ----- | ----- | ----- | ----- | ----- |
| 740  | 852  | 1 076 | 1 211 | 1 609 | 1 793 | 2 115 | 2 489 | 2 543 |

| 2012  | 2017  | 2022  | - | - | - | - | - | - |
| ----- | ----- | ----- | - | - | - | - | - | - |
| 2 489 | 2 669 | 2 852 | - | - | - | - | - | - |

### Enseignement
La commune relève de l'Académie de Nice :
- École maternelle et primaire
- Collège à Fayence
- Lycées au Muy et Draguignan.

### Santé
- Professionnels et établissements de santé[32] :
  - Pharmacie
  - Médecin, dentiste, infirmiers, kinésithérapeutes, ostéopathes.
- Centre hospitalier intercommunal Fréjus-Saint-Raphaël,
- Centre hospitalier de la Dracénie.

### Cultes
- Culte catholique, paroisse Saint-Léger, diocèse de Fréjus-Toulon[33].

## Économie

### Agriculture

#### La viticulture
- Château des Selves[34],
- Le Côtes de Provence, Label Appellation d'Origine Contrôlée[35].

#### L'élevage caprinetovin
L'élevage et le pastoralisme ont été une activité prépondérante sur la commune de Seillans.
Il est constaté une prédation permanente du loup depuis janvier 2013. En effet sa présence a été observée à Canjuers, Saint-Loup et au col de Saint-Arnoux.

### Tourisme
- Trois restaurants[36],
- Gîtes de France,
- Chambres d'hôtes.

### Commerces-Artisanat
- Artistes et artisans d'art[37].
- Commerces et services de proximité[38].

## Culture locale et patrimoine

### Lieux et monuments

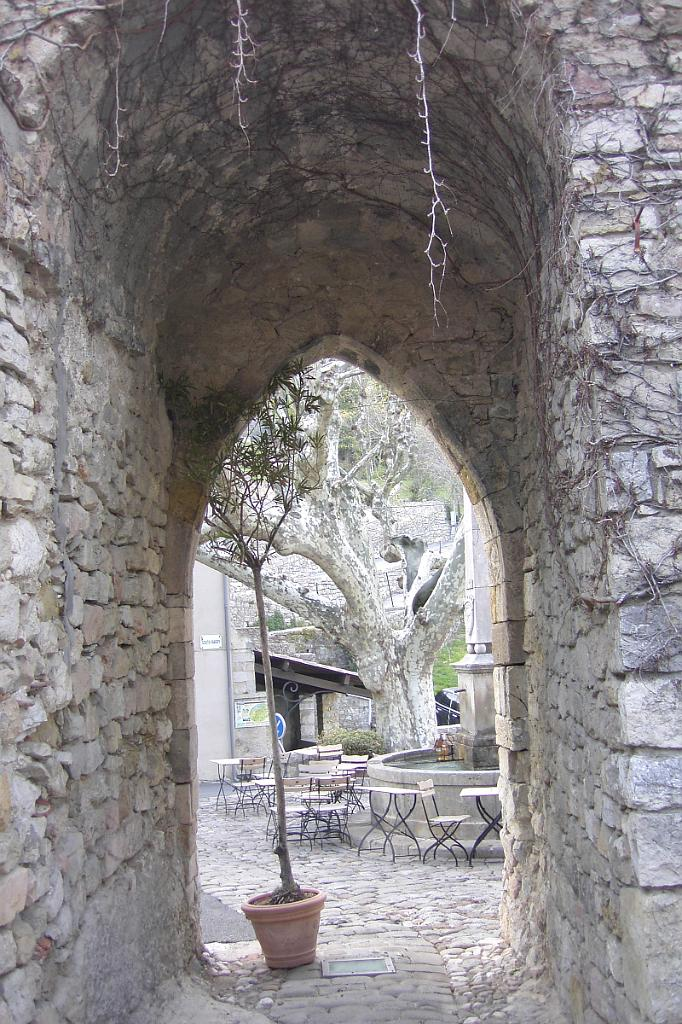
La porte Sarrasine Seillans.
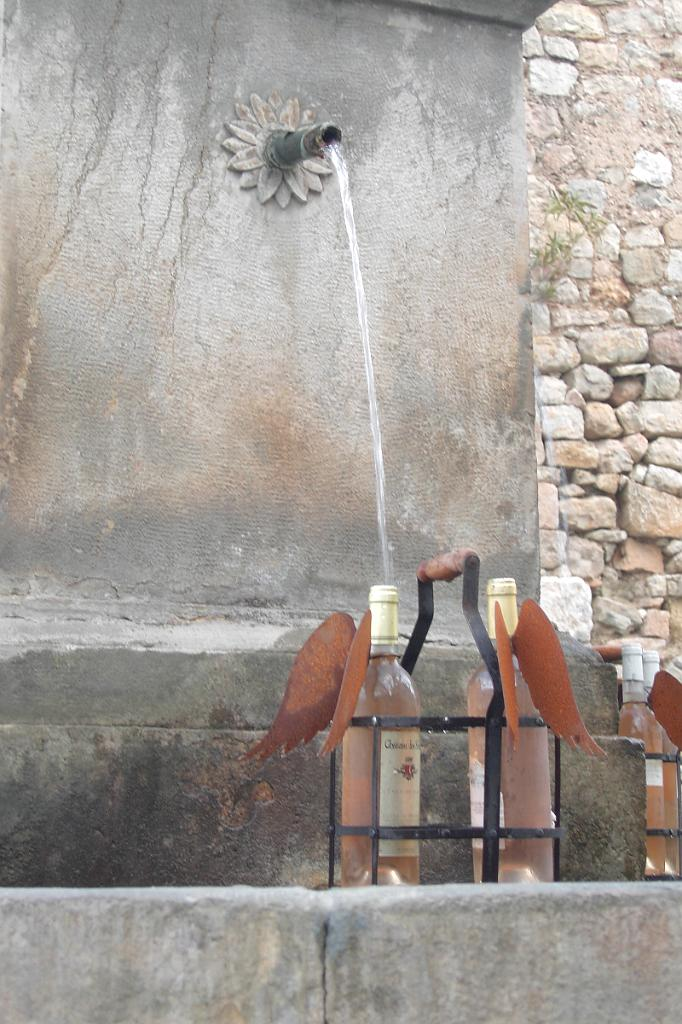
Fontaine Seillans les deux rocs.
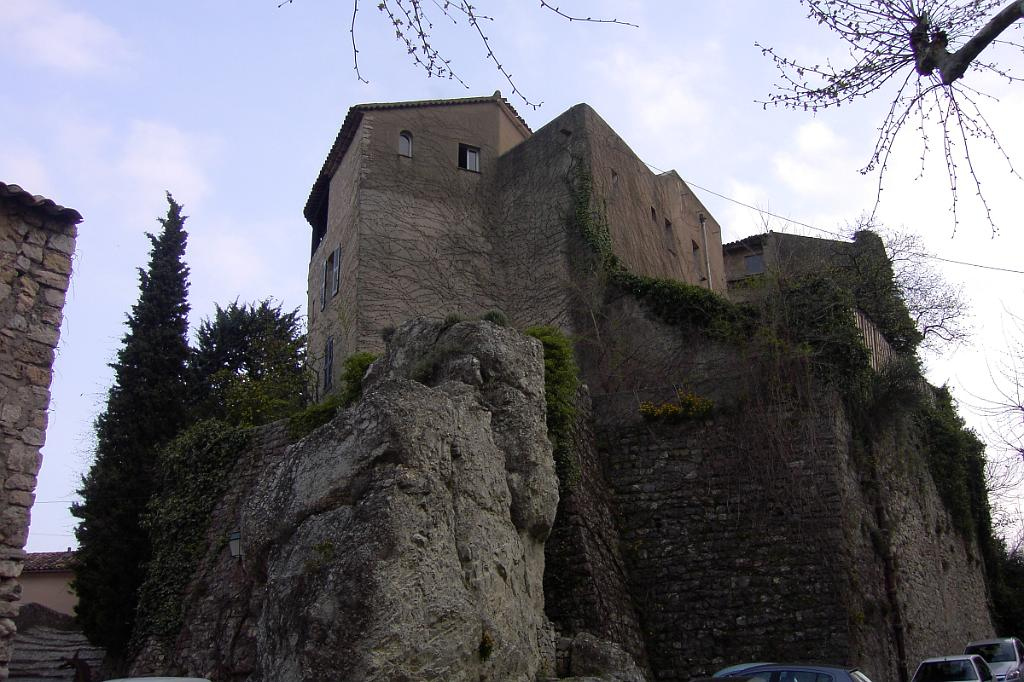
Seillans - château.
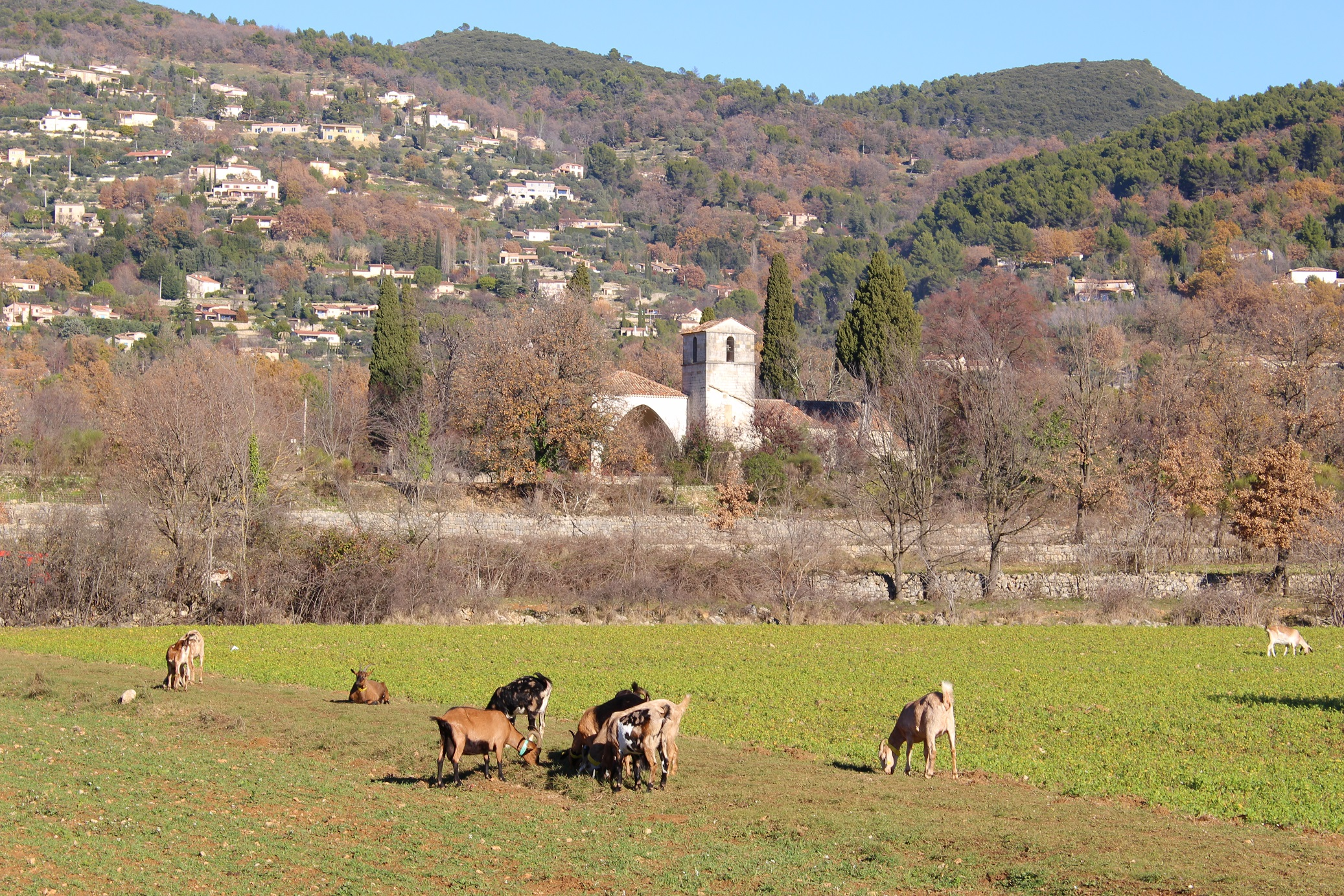
Chapelle de L'Ormeau.
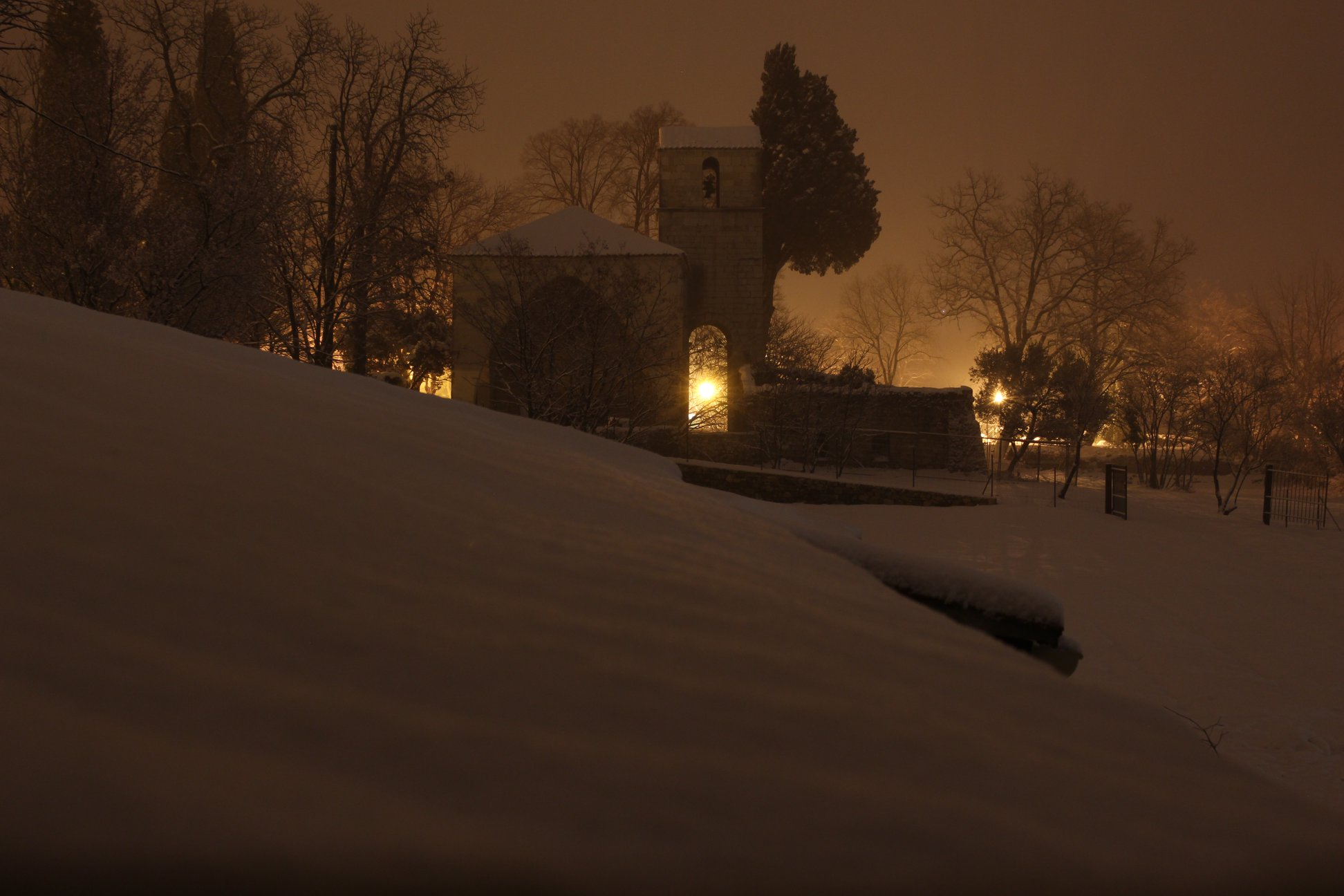
Chapelle de l'Ormeau en hiver.
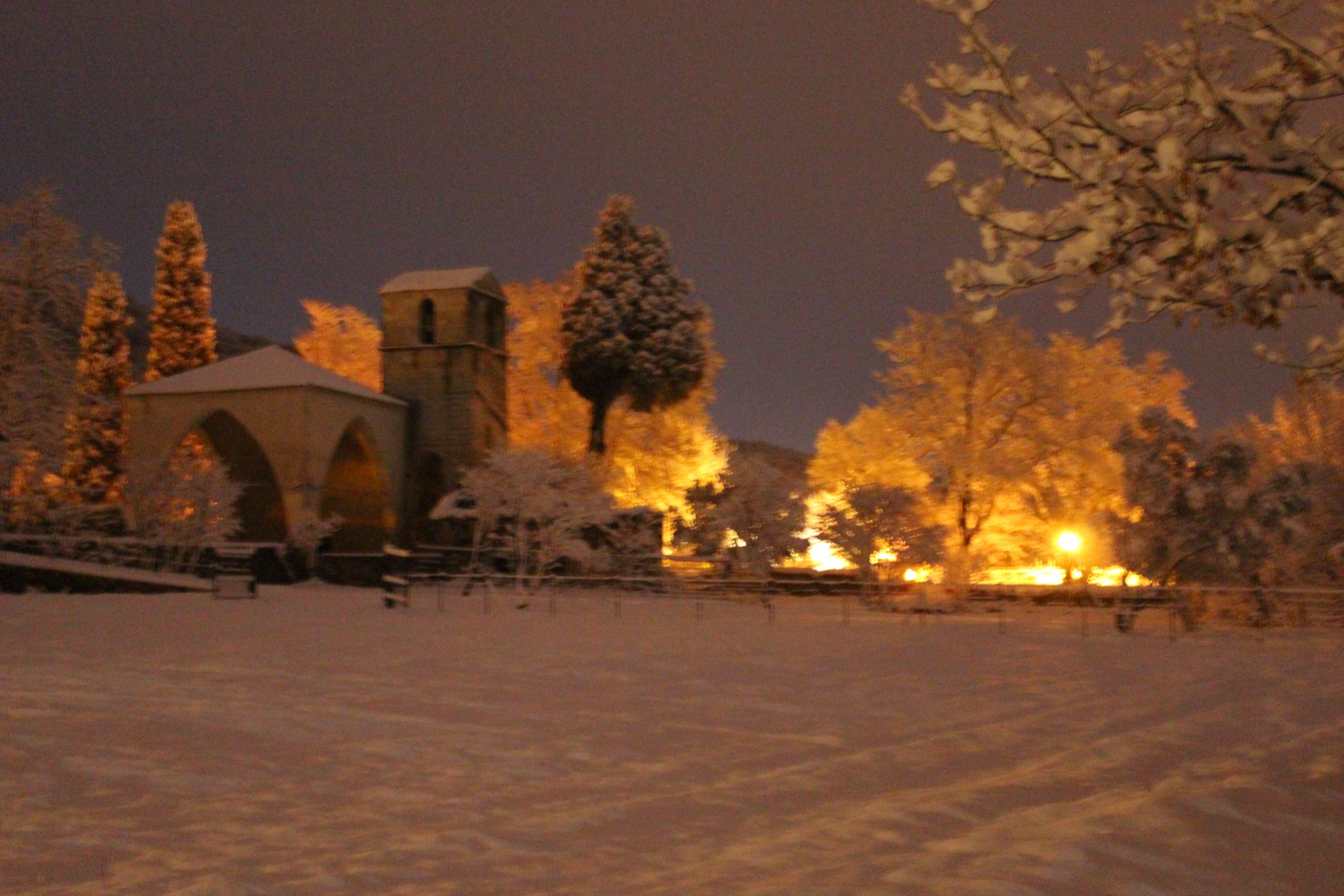
Chapelle de L'Ormeau de nuit sous la neige.
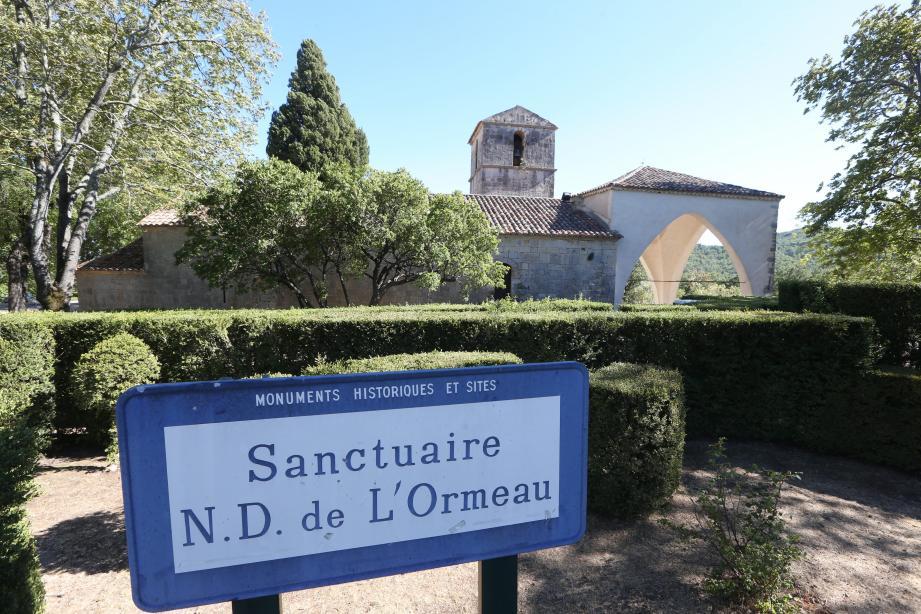
Chapelle de L'Ormeau et son labyrinthe.

#### La Porte Sarrasine
Porte clôturant une partie des remparts de première enceinte, elle fut bâtie au XIIe siècle. Nommée « Sarrasine » à cause de la herse qui la fermait. À côté de la porte sont visibles deux rochers (les « Deux-Rocs ») qui sont apparus lorsque les maisons médiévales - qui servaient de défenses au château - se sont écroulées dans les années 1960. La porte Sarrasine et les Deux-Rocs sont classés (monument historique pour la porte),.

#### La fontaine Font d'Amont
Autrefois nommée : la « Fontaine d'Amour » ; il s'agit de l'un des points d'eau les plus anciens du village.
Cette fontaine porte les armes de Seillans : un croissant blanc sur fond rouge couronné de fortifications. Ce blason fut copié sur celui de sire Bouquier, seigneur de Marseille, co-seigneur de Seillans et chevalier de l'ordre de Malte (XIIe siècle). Les armes de sire Bouquier étaient un croissant sur un fond d'azur (bleu). Le conseil communal décida que celles de Seillans seraient sur fond de gueules (fond rouge). La couronne qui domine le tout signifie que Seillans est un village fortifié. Il faut savoir qu'au Moyen Âge une ville pouvait emprunter les armes d'une autre pour en faire les siennes à condition de changer au moins un élément du blason (la couleur, la forme, rajouter/retirer un élément).

#### L'église Saint-Léger
Elle tient son nom de Léger évêque d'Autun qui subit le martyre en 671. Elle a été érigée au XIe siècle comme le château et a été réédifiée en 1477 ; elle n'est devenue le réel centre religieux du village qu'au XVIIe siècle. Elle contient un bénitier en marbre classé monument historique au titre des objets par arrêté du 5 novembre 1912, offert par le comte de Vintimille, des peintures des XVIe et XIXe siècles, un triptyque du XIVe siècle et deux retables du XVIIe siècle. Ses trois cloches sont de 1561, 1656 et 1771,,.

#### Le château
Il prit sa forme actuelle au XIe siècle,,, mais depuis la protohistoire le site était habité. Tout d'abord par une tribu celto-ligure qui probablement donna son nom à Seillans, puis par les Romains et enfin, avec la christianisation, par les moines de l'abbaye Saint-Victor de Marseille.

#### La rue du Valat
À l'origine « Valat » signifie fossé, ainsi cette rue était située dans ce qu'étaient les fossés du château au Moyen Âge.
La mairie a été bâtie au XIIe siècle. Elle servait de bastion d'arrêt et fermait le village par trois portes situées sous sa voûte.

#### La placette Font Jordany
Cette rue est située sur une partie du second rempart du village. Au XIVe siècle, il y avait là un pont-levis. Il n'y avait alors aucun mur de défense, mais les habitations - réunies et aux murs très élevés - servaient d'enceinte au village. « Font » venant de « fontaine », le village a toujours été correctement approvisionné en eau ; et ce grâce aux Romains qui établirent des canalisations amenant au village l'eau des sources des collines alentour. Les pavés de cette placette et des ruelles de Seillans sont en site inscrit comme « l’ensemble formé par le village et ses abords» établi quelques années après par arrêté du 26 septembre 1967. Ils ne peuvent donc être restaurés sans autorisation préalable. Une intervention serait en effet nécessaire en raison des problèmes géologiques qui rendent leur équilibre de plus en plus précaire (le rocher sur lequel est construit le village s'affaiblit au cours du temps).

#### La rue de la Boucherie
Au Moyen Âge la rue était divisée en deux et la partie supérieure se nommait rue des Tripoux. Là se tenait le second rempart fermé par une poterne. Les bouchers étaient une corporation de métier riche, tout comme les notaires et les verriers. Pour devenir boucher, il fallait acheter sa charge au conseil communal pour un an et s'engager à maintenir la viande au même prix. Les bouchers de Seillans connurent leur âge d'or au XVe siècle en vendant du cuir aux tanneurs de Grasse.

#### La chapelle Notre-Dame de l'Ormeau ou des Essarts
Cette chapelle se trouve à deux kilomètres de Seillans est inscrite sur l'inventaire supplémentaire des monuments historiques par arrêté du 16 octobre 1930, son retable sculpté du XVIe est l'une des plus belles œuvres sacrées de Provence. Une fresque murale y a été exécutée en 1956 par Emmanuel Bellini.

#### LachapelleSaint-Romain
La chapelle est inscrite sur l'inventaire supplémentaire des monuments historiques par arrêté du 26 janvier 1978.

#### La chapelle Saint-Cyr
L'extérieur de la chapelle a été restauré,.

#### Place de la République: Le génie de la Bastille (sculpture-totem de Max Ernst)
Sur la place de la République, a été inaugurée, le 24 juin 1994, une sculpture-totem en bronze de Max Ernst, intitulée "Le génie de la Bastille". Cette œuvre a été offerte à la commune par Dorothea Tanning, dernière épouse de l'artiste.

#### Le monument aux morts
Conflits commémorés : 1914-1918 ; 1939-1945 ; Guerre d'Indochine (1946-1954) ; AFN-Algérie (1954-1962).

#### Œuvres de Max Ernst et de Dorothea Tanning
Les artistes Max Ernst et Dorothea Tanning ont habité Seillans pendant 12 ans. Seillans possède un fonds exceptionnel d'une centaine de gravures et de lithographies de ces deux artistes. Les lithographies ont été tirées sur les presses de Pierre Chave, galeriste et lithographe à Vence, Alpes-Maritimes. Le fond Ernst-Tanning, ainsi qu'un portrait de Max Ernst par Cyril de La Patellière, est présenté à la maison Waldberg achetée par la commune en 1989.

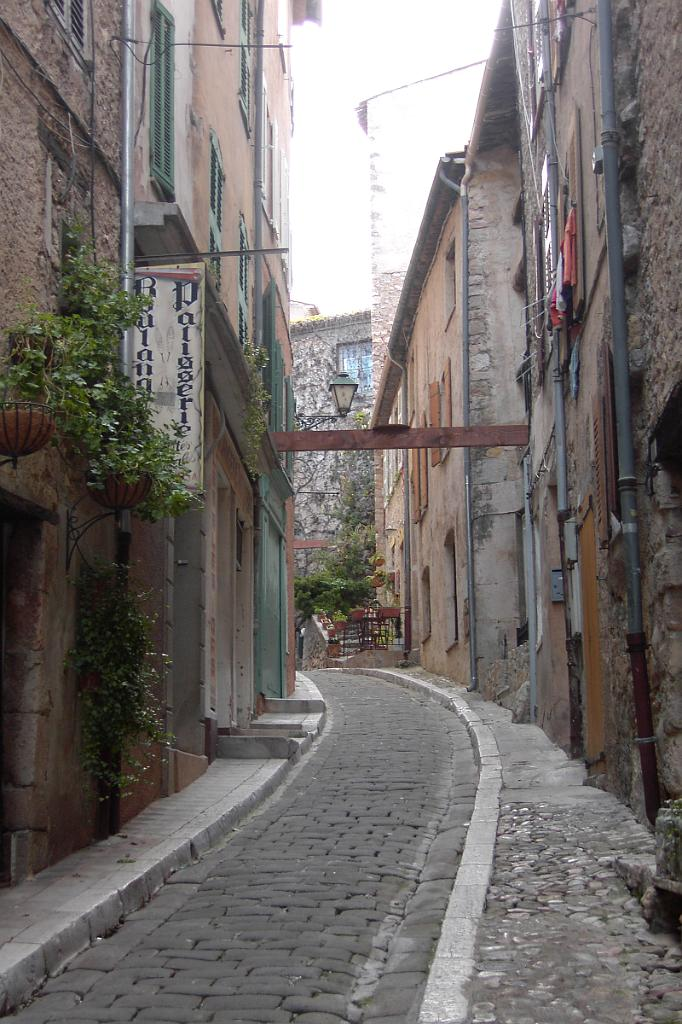
Grande-Rue de Seillans.
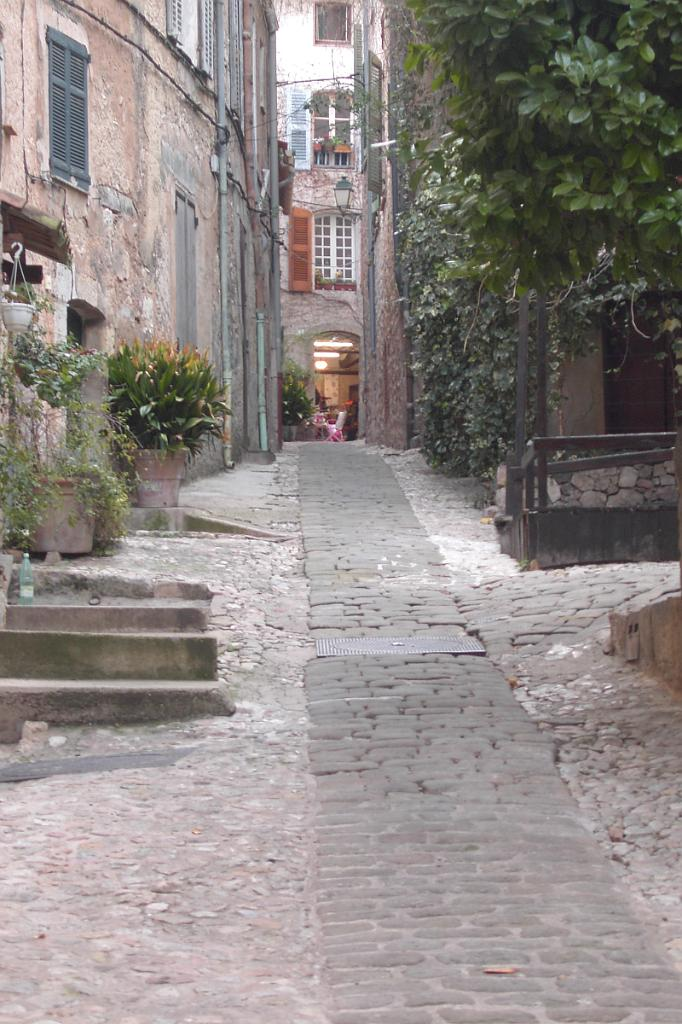
Ruelle de Seillans.
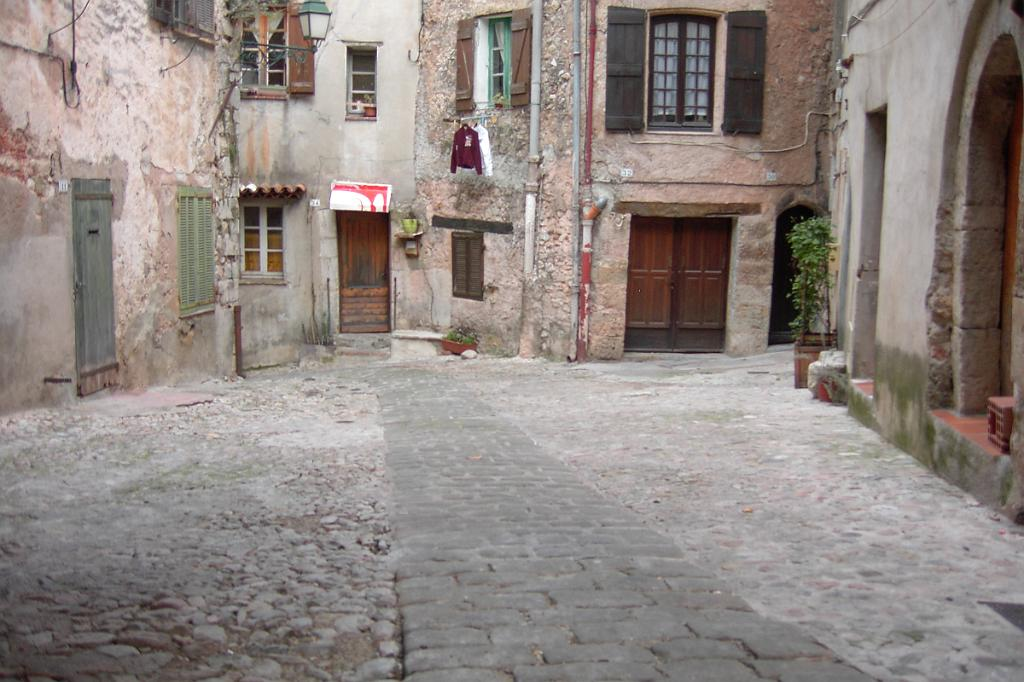
Place de la Boucherie.
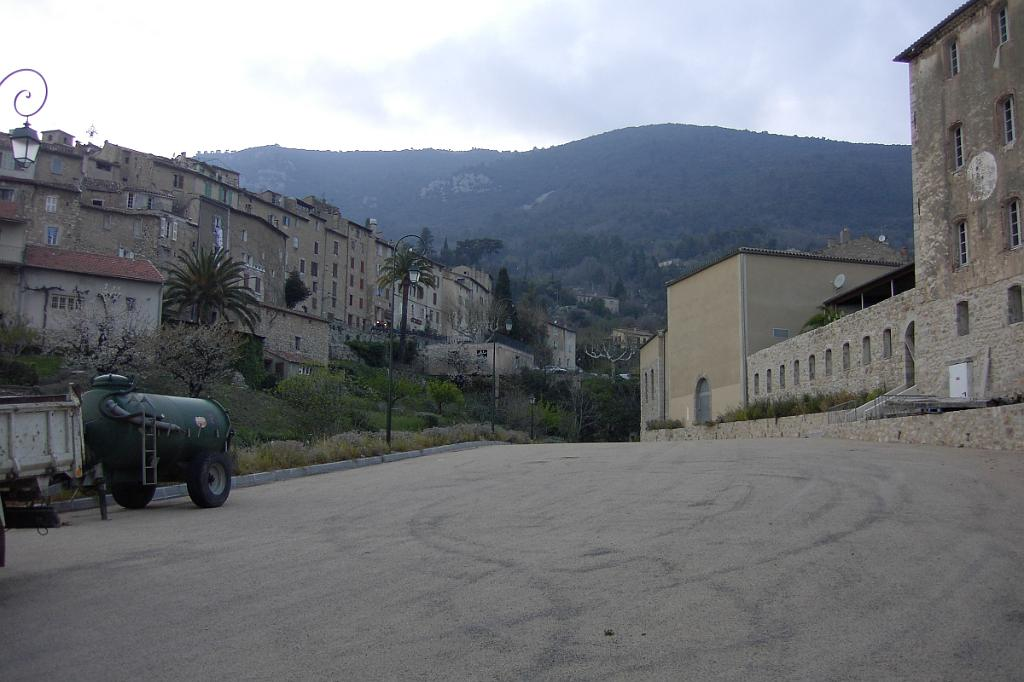
Salle polyvalente.
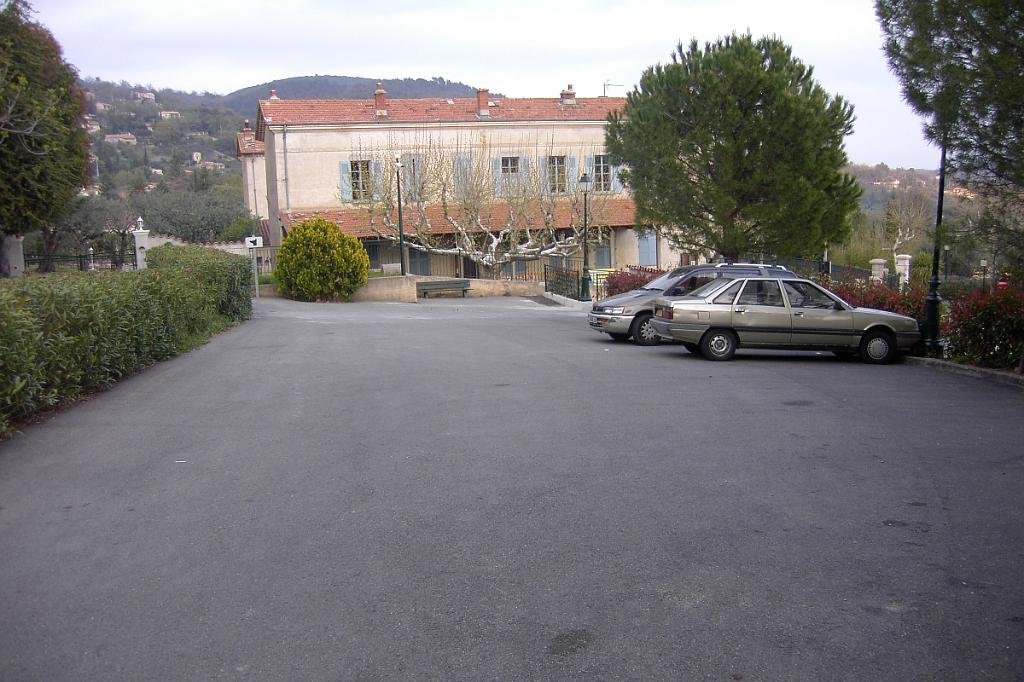
École.

### Personnalités liées à la commune
- Jean Joseph de Rafélis de Broves est né à Brovès.
- Max Ernst a choisi Seillans pour y vivre ses dernières années.
- Dorothea Tanning (1910-2012), peintre américain.
- Fred De Bruyne (1930-1994), coureur cycliste.
- Alfred Defossez (1932-), artiste peintre et lithographe.
- Joseph Weterings (en) (1904-1967), écrivain, musicologue et critique musical belge. Joseph s'est retiré à Seillans, où il avait acheté un mas, il s’éteint le 9 mai 1967, un an à peine après sa mise à la retraite par la compagnie belge Electrogaz, dont il était devenu directeur.
- Bruce Chatwin (1940-1989), écrivain britannique, auteur du roman de voyage "En Patagonie", en résidence au château Seillans en janvier 1987.
- Max von Sydow (1929-2020), célèbre acteur de cinéma, d’origine suédoise, mais devenu Français en 2002, y vécut jusqu’à sa mort survenue le 8 mars 2020.
- En juillet 1996, Diana Spencer et Sarah Ferguson  avec leurs enfants ont séjourné à la Villa Le Clos de Meaux pendant dix jours.

### Festivals
- Musique-Cordiale Festival - Musiques en Liberté, une quinzaine de musique classique, chorale et orchestrale à Seillans chaque mois d'août.
- Seillans open air, Festival en plein air de musique locale, tous les étés à Seillans.

### Héraldique
|  | Les armoiries de Seillans se blasonnent ainsi : De gueules au croissant contourné d'argent. |

Voir sur la fontaine Font d'Amont.